# Albrecht Wolters

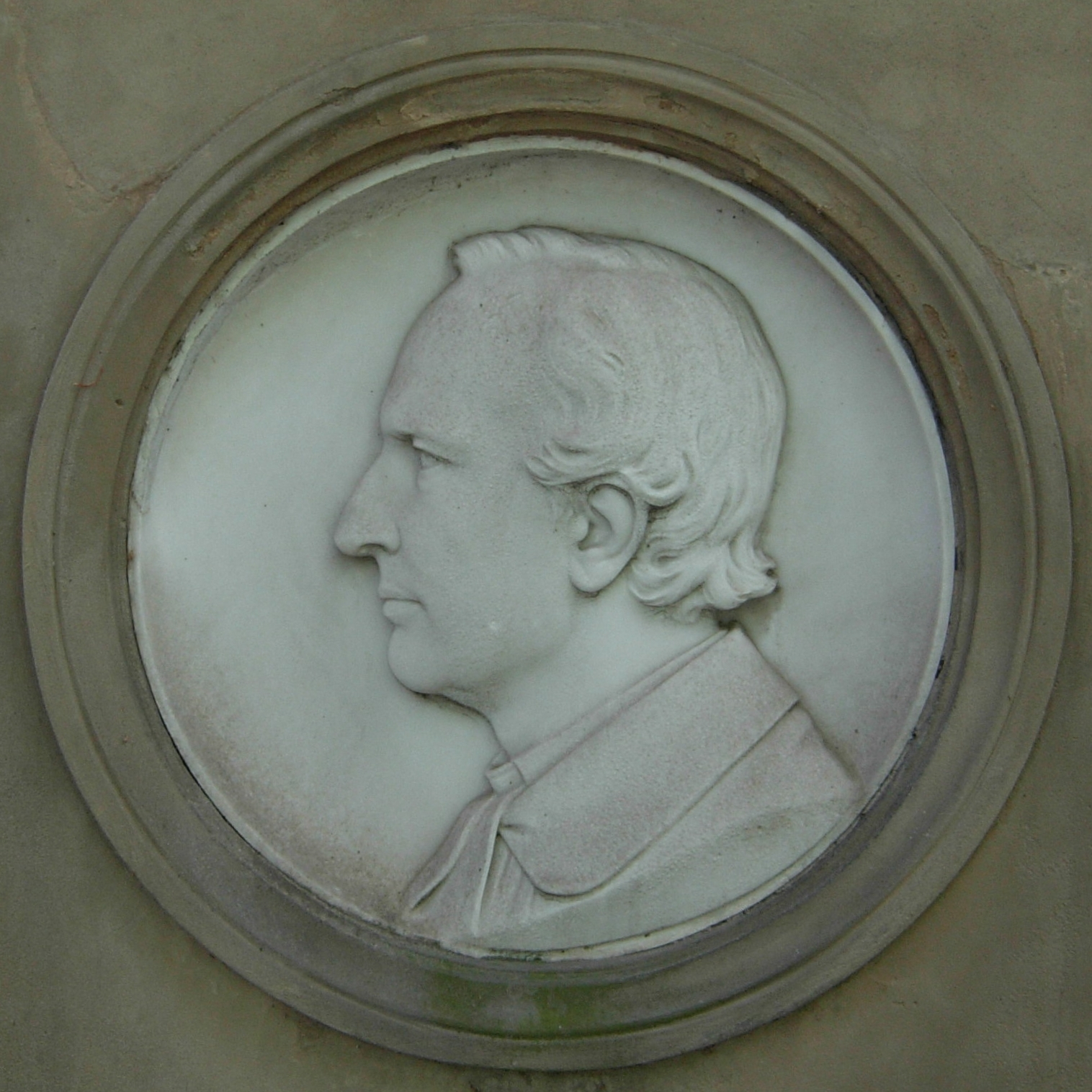
Albrecht Wolters, Marmor-Medaillon von Albert Küppers auf dem Alten Friedhof Bonn

Albrecht Constantin Julius Wolters (* 25. August 1822 in Emmerich; † 29. März 1878 in Halle (Saale)) war ein deutscher evangelisch-unierter Theologe.

## Leben
Seine Eltern waren der Kreisgerichtssekretär Johann Jacob Wolters und Maartje van der Beek. Er war verheiratet mit Luise Henriette Theodora Kaempffer (* 25. Juli 1823 in Neuss, † 16. März 1911 in  Bonn).
Er war Pfarrer in Wesel (1857) und Bonn, Superintendent in Bonn (1868) und Dr. theol. der Universität Bonn, zuletzt Professor der Theologie an der Universität Halle.
Albrecht Wolters ist auf dem Alten Friedhof in Bonn beigesetzt.
Seine Söhne waren der Mediziner Maximilian Wolters und der Archäologe Paul Wolters.

## Leistungen
Während seiner Zeit in Bonn gründete er den Groschenverein zum Kirchbau in Bonn; die Kirche (Kreuzkirche) wurde am 18. Dezember 1871 am Kaiserplatz in Bonn eingeweiht. Im Jahr 1841 gründete er u. a. gemeinsam mit Albrecht Schöler, Willibald Beyschlag, Friedrich Wilhelm Raiffeisen den Bonner Wingolf. Außerdem war er Mitglied im sogenannten Maikäferbund in Bonn (1841), einer geistvollen Gemeinschaft, die von 1840 bis 1847 bestand und deren Mitglieder sich einmal wöchentlich trafen und sich ihre Dichtungen vorlasen. Er war Mitglied des obersten Gerichtshofes für geistliche Angelegenheiten.
Zusammen mit Willibald Beyschlag gründete er die Deutsch-evangelischen Blätter, ein Organ der Mittelpartei in der Evangelischen Kirche der altpreußischen Union (1876).

## Schriften
- Ueber die Prinzipien der rheinisch-westphälischen Kirchen-Ordnung im Verhältniß zu neueren Organisations-Versuchen anderer evangelischer Landeskirchen. In: Albrecht Wolters, Heinrich Achenbach: Ueber die Prinzipien der rheinisch-westphälischen Kirchenordnung und Ueber die rechtliche Bedeutung des Art. 15 der preußischen Verfassungs-Urkunde. 2 Vorträge gehalten auf der Bonner Pastoral-Conferenz am 2. Juli 1862. Marcus, Bonn 1862, S. 1–52.
- Der Heidelberger Katechismus. In seiner ursprünglichen Gestalt. Herausgegeben nebst der Geschichte seines Textes im Jahre 1563. Marcus, Bonn 1864.
- Konrad von Heresbach und der Clevische Hof zu seiner Zeit, nach neuen Quellen geschildert. Ein Beitrag zur Geschichte des Reformationszeitalters und seines Humanismus. Lucas, Elberfeld 1867.